# Крийф
Крийф (на английски: Crieff, на гаелски Craoibh, в превод Дърво) е град в централната част на Шотландия. Разположен е в област Пърт анд Кинрос близо до река Ърн. Първите сведения за града датират от около 1690 г. Областният център Пърт се намира на 17 km на изток от Крийф. Крийф е вторият по големина град в областта след Пърт. Население 6800 жители от преброяването през 2004 г.

## Личности
Родени
- Денис Лосън (р. 1947), шотландски киноартист
- Юън Макгрегър (р. 1971), шотландски киноартист
- Томас Томсън (1773 – 1852), шотландски химик